# Leo Döring
Leo Döring (geboren am 27. Juni 2001 in Bielefeld, Deutschland) ist ein deutscher Basketballspieler. Er spielt auf der Position des Point Guards und ist 1,78 m groß bei einem Gewicht von 70 kg. Seine Karriere begann in seiner Heimatstadt Bielefeld (Heimatverein: TSVE Bielefeld), bevor er zu Basketball Löwen Erfurt wechselte. Döring verbrachte eine Zeit lang in den USA, um seine Fähigkeiten zu verbessern. Er hat Erfahrungen in der Nachwuchs-Basketball-Bundesliga gesammelt und spielte zuvor für die Uni Baskets Paderborn in der Pro A Bundesliga. Im Juli 2024 gab ProB-Ligist LOK Bernau bekannt, dass er ab der neuen Spielzeit dort spiele. Neben seiner sportlichen Laufbahn studiert er Staatswissenschaft an der Universität Erfurt.